# Der Zwischen-Akt
Das österreichische Theaterjournal Der Zwischen-Akt, ein „Organ für Theater, Kunst und Musik“, erschien in Wien zwischen den Jahren 1858 und 1871 während der Theatersaison täglich. Es gab insgesamt 13 Jahrgänge und 144 Nummern. Die erste Ausgabe wurde am 1. Oktober 1858 veröffentlicht, die letzte am 31. Mai 1871. Der Titel der Zeitschrift variierte leicht in diesem Zeitraum: Ab der ersten Ausgabe hieß die Zeitschrift Der Zwischen-Akt, ab 16. August 1865 Zwischen-Akt, ab 1. Januar 1866 Zwischen-Akt. Organ für Theater, Kunst und Musik.
Der Zwischen-Akt war nicht in den Theatern zu erwerben, sondern bei sogenannten Verschleißlokalen in deren Nähe. Ab dem zweiten Jahrgang wurde ein Bericht über österreichische und deutsche Künstler auf der zweiten Seite abgedruckt; dort verwies die Redaktion auch auf „Theaterplaudereien“. Weiterhin wurde von Geschehnissen in der internationalen Welt des Theaters berichtet und auf das Repertoire von Wiener Theatern und auf Vereine verwiesen. Auch detaillierte Programme der einzelnen Häuser wurden abgedruckt.

## Herausgeber und Verlag
Eigentümer und verantwortlicher Redakteur war bis zuletzt Johann Baptist Walishausser, in dessen kaiserlich königlicher Hoftheaterdruckerei der Druck und Verlag besorgt wurden. Als Hauptmitarbeiter wird ab der ersten Nummer des zweiten Jahrgangs bis zur Nummer 34 des dritten Jahrgangs der Hamburger Schauspieler und Schriftsteller Adolf Schirmer genannt.

## Gestaltung
Die Titelillustration wurde angeblich von demselben Künstler angefertigt, der unter dem Monogramm Cohn Sc. die Illustration für die satirische Zeitschrift Der Teufel in Wien des Wiener Schauspielers und Journalisten Anton Löger zeichnete.

## Inhalte
Die Zeitschrift dokumentierte das Programm sämtlicher Wiener Theatervorstellungen in den kaiserlichen Theatern Wiens mit wenigen Stichworten, der Anfangszeit und den Preisen und brachte „ausführliche Berichte über erste Vorstellungen, feuilletonistische Theaterbriefe und diskrete Schilderungen aus der Koulissenwelt“. Das beinhaltete u. a. kleine Artikel über kunstphilosophische Fragen und aktuelle Geschehnisse aus dem Bühnenleben. In späteren Ausgaben waren auf der letzten Seite unter dem Titel „Wiener Fremdenführer“ diverse Sehenswürdigkeiten, Anstalten und Institute, Galerien sowie Ministerien und Eisenbahnen aufgelistet.
Besonders für theaterwissenschaftliche und musikwissenschaftliche Forschungsarbeiten ist die Zeitschrift eine wichtige Quelle, so zitiert z. B. Annkatrin Babbe aus dem Periodikum in ihrer Untersuchung zur „Hellmesberger Schule“, Walter Schübler zitiert mehrmals den Zwischen-Akt als eine der wichtigsten Quellen für zeitgenössische Nestroy-Kritiken.